# برج جین مائو

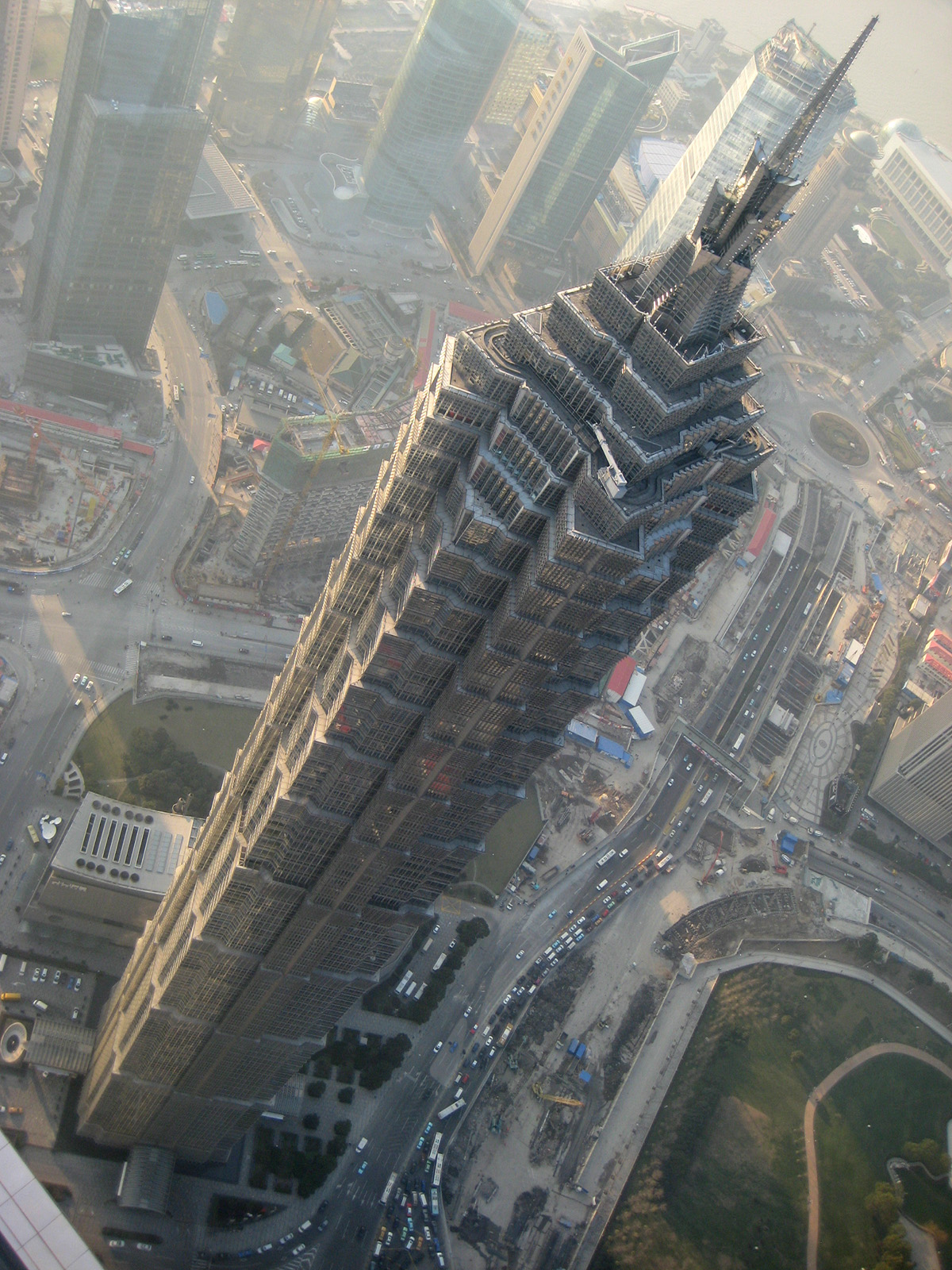

برج جین مائو (به چینی: 金茂大厦) نام یک برج مرتفع در شانگهای در چین است.
این برج در ۱۹۹۴-۱۹۹۹ ساخته گردید، و با ۴۲۱ متر ارتفاع، در سال ۲۰۰۹ سومین برج بلند کشور چین بود.
معماران این برج ۸۸ طبقه، شرکت آمریکایی اسکیدمور، اوینگز و مریل و نیز ادرین اسمیت هستند.
برج Jin Mao – Jin Mao Tower – که در زبان چینی به معنای برج موفقیت طلایی است یک آسمانخراش ۸۸ طبقه با ارتفاع ۴۲۱ متر در شانگهای چین است.
در این برج یک هتل قرار دارد و بقیه طبقات آن به دفاتر اداری اختصاص داده شده‌است. تا سال ۲۰۰۷ این برج بلندترین ساختمان چین بود اما این رکورد با تکمیل برج مرکز مالی جهان شانگهای (Shanghai World Financial Center) شکسته شد. البته با تکمیل برج شانگهای (Shanghai Tower) ساختمانی 128 طبقه که در کنار این دو ساختمان قرار دارد، در سال 2015 از ارتفاع هر دوی این ساختمان ها فراتر رفت. برج جین مائو همراه با برج مروارید شرقی (Oriental Pearl Tower) کانون اصلی خط افق شهر را تشکیل داده‌اند.